# Người Canada gốc Nga
Người Canada gốc Nga bao gồm công dân Canada có nguồn gốc tổ tiên từ Nga hoặc người Nga đã di cư đến và cư trú tại Canada. Theo Điều tra dân số năm 2016, có 622.445 người Canada khai nhận toàn bộ hoặc một phần tổ tiên là người Nga. Các khu vực của Canada với tỷ lệ phần trăm dân số Canada gốc Nga cao nhất là các tỉnh Prairie.